# Kruisberg-Hotond
Il Kruisberg-Hotond è una collina che si trova nei pressi di Ronse, in Belgio.